# Datação de aminoácidos

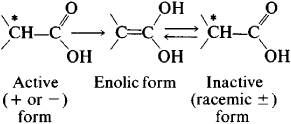
Racemização, química

A datação de aminoácidos é uma técnica de datação usada para estimar a idade de um espécime em paleobiologia, paleontologia molecular, arqueologia, ciência forense, tafonomia, geologia sedimentar e outros campos. Esta técnica relaciona alterações nas moléculas de aminoácidos com o tempo decorrido desde que foram formadas.

## Base da técnica
Todos os tecidos biológicos contêm aminoácidos. Todos os aminoácidos, exceto a glicina (o mais simples), são opticamente ativos, possuindo um estereocentro no seu átomo de α-C. Isso significa que o aminoácido pode ter duas configurações diferentes, "D" ou "L", que são imagens espelhadas uma da outra. Com algumas exceções importantes, os organismos vivos mantêm todos os seus aminoácidos na configuração "L". Quando um organismo morre, o controle sobre a configuração dos aminoácidos cessa e a proporção de D para L passa de um valor próximo de 0 para um valor de equilíbrio próximo de 1, um processo chamado racemização. Assim, medir a proporção de D para L em uma amostra permite estimar há quanto tempo a amostra morreu.

## Fatores que afetam a racemização
A taxa na qual a racemização prossegue depende do tipo de aminoácido e da temperatura média, umidade, acidez (pH) e outras características da matriz envolvente. Além disso, os limiares de concentração de D/L parecem ocorrer como diminuições repentinas na taxa de racemização. Esses efeitos restringem as cronologias de aminoácidos a materiais com históricos ambientais conhecidos e/ou intercomparações relativas com outros métodos de datação.

## Aminoácidos utilizados
A análise de racemização convencional tende a relatar uma D-aloisoleucina/L-isoleucina (razão A/I ou D/L). Essa proporção de aminoácidos tem as vantagens de ser relativamente fácil de medir e de ser útil cronologicamente através do Quaternário.